# Península de Santa Elena
Península de Santa Elena är en halvö i Ecuador.   Den ligger i provinsen Guayas, i den västra delen av landet, 300 km sydväst om huvudstaden Quito. Península de Santa Elena ligger vid sjön Laguna Velasco Ibarra.